# Lapide (personaggio)
Lapide (in inglese Tombstone), il cui vero nome è Lonnie Thompson Lincoln, spesso chiamato solamente L. Thompson Lincoln, è un personaggio dei fumetti creato da Gerry Conway (testi) e Alex Saviuk (disegni), pubblicato dalla Marvel Comics. La sua prima apparizione avviene in Web of Spider-Man (Vol. 1) n. 36 (marzo 1988).
Duro e spietato nemico dell'Uomo Ragno e di Daredevil, contraddistinto dalla statura imponente e dall'aspetto sinistro simile a quello di un non morto, Lapide è un potente gangster che sfrutta con orgoglio le sue sembianze mostruose per terrorizzare i nemici.

## Storia editoriale
Esordito nel marzo 1988 su Web of Spider-Man n. 36 a opera di Gerry Conway e Alex Saviuk, Lapide è stato presentato immediatamente come una figura appartenente al passato del giornalista del Daily Bugle Robbie Robertson divenendo una presenza regolare sulle pagine di Spectacular Spider-Man, allora sceneggiato da Conway, che spiegando la concezione del personaggio ha dichiarato: «la mia motivazione generale era la necessità di lavorare coi personaggi non centrali di The Amazing Spider-Man, dato che era la testata principale. Ciò significava che non dovevo concentrare la mia attenzione su zia May o Mary Jane, o perfino J. Jonah Jameson, ma su personaggi di supporto secondari o addirittura terziari. Joe Robertson era uno di quelli. Il secondo motivo ha a che fare col mio desiderio di riportare quel tipo di personaggio, il gangster spietato che era stato Testa di Martello, ma senza che fosse lo stesso Testa di martello. Mi è venuto in mente solo come un tipo di personaggio. Una cosa tira l'altra, e non appena la storia del suo passato si è espansa i lettori hanno risposto positivamente».

## Biografia del personaggio

### Origini
Nato ad Harlem, New York, Lonnie Lincoln è affetto da una grave forma di albinismo che lo rende lattiginosamente pallido e capace di esprimersi soltanto in flebili sussurri, nonché da una deformazione al setto nasale, facendo sembrare che non ce l'abbia; a causa di tutto ciò vive un'infanzia turbolenta venendo ostracizzato e deriso da tutti gli altri ragazzi afroamericani del quartiere, i quali non riconoscono la sua appartenenza alla comunità, unica eccezione è Robbie Robertson che diviene il suo unico amico pur disapprovandone la crescente ferocia; nel corso degli anni difatti, Lonnie sviluppa una sorta di gigantismo superando i due metri di altezza già ai primi anni di liceo e divenendo il bullo della scuola estorcendo denaro ai compagni in cambio di protezione.
Robbie, conscio delle attività criminali dell'amico d'infanzia, tenta di smascherarle scrivendo un articolo in proposito sul giornale scolastico, ma Lincoln lo obbliga a non farlo facendo leva sull'intimidazione; ciò segna la fine dei rapporti tra i due e, temendo per la sua vita, il giornalista mantiene il segreto per oltre vent'anni.

### Lapide
Divenuto adulto, Lonnie si trasferisce a Philadelphia per iniziare una carriera nel crimine divenendo un abile sicario e costruendosi un personaggio sfruttando l'albinismo a suo vantaggio: si fa crescere le unghie e si appuntisce chirurgicamente i denti di modo da sembrare un vampiro per cogliere di sorpresa gli avversari. Le sue fattezze e l'elevato tasso di omicidi compiuti fanno sì che iniziò a essere soprannominato "Lapide".
Anni dopo, fatto ritorno a New York in quanto assoldato da Kingpin, Lapide affronta e sconfigge Hobgoblin e cattura il giovane mutante chiamato Persuader consegnandolo all'Organizzatore. Successivamente, Robbie trova il coraggio di affrontare le sue paure consegnando alla polizia le prove in suo possesso riguardo ai crimini compiuti da colui che un tempo era stato suo amico tuttavia, per vendicarsi, Lapide lo aggredisce danneggiandogli quasi permanentemente la spina dorsale e venendo in seguito rintracciato dall'Uomo Ragno ad Atlanta, Georgia, e imprigionato nel Philadelphia State Penitentiary.
Kingpin incarica dunque un giudice sul suo libro paga di far condannare Robbie per soppressione di prove e lo manda nello stesso carcere di Lapide affinché questi possa vendicarsi arrivando a uccidere un prigioniero che aveva preso le difese del giornalista per poi evadere portandolo con sé di modo da poterlo uccidere con calma; Robbie riesce tuttavia a fuggire e Lapide si allea quindi con Testa di martello e il Camaleonte per rintracciarlo venendo però nuovamente arrestato poco prima di riuscire nel suo intento.

### Superumano
Evaso dal carcere e determinato a vendicarsi, Lapide attacca Robbie all'interno di uno stabilimento chimico della Oscorp ma, durante la colluttazione, il giornalista riesce a sparargli e a chiuderlo in una camera a tenuta d'aria dove viene rilasciato un gas sperimentale che, anziché ucciderlo, ha su di lui un effetto mutageno che gli conferisce capacità fisiche sovrumane, l'immunità ai gas velenosi e l'immunità a quasi tutti i tipi di danni fisici (inclusi i proiettili di grosso calibro) rendendolo inoltre capace di esprimersi in un tono di voce non sussurato; per una sorta di contorto spirito di gratitudine, Lapide seppellisce quindi ogni rancore nutrito verso Robbie.
Forte dei suoi nuovi poteri, Lapide compete con Taskmaster a una gara sponsorizzata dalla Mano per vedere chi dei due sarebbe riuscito per primo a uccidere Devil e il Punitore ma fallisce e viene successivamente reclutato nei Sinistri Dodici da Goblin per uccidere l'Uomo Ragno riportando un'altra sconfitta. Dopo essersi nuovamente scontrato con Devil, Lapide entra nel sindacato del crimine di Hood finché il Dottor Octopus assolda Shocker per attaccare il figlio neonato di Minaccia e Lapide per uccidere quest'ultima, Carlie Cooper e Mary Jane venendo però sconfitto e incarcerato, salvo poi evadere e collaborare con la nuova formazione dei Sinistri Sei in cui milita sua figlia Janice, la nuova Scarabeo.

## Poteri e abilità
Originariamente Lapide non possedeva alcun superpotere tuttavia, in seguito all'esposizione a un gas sperimentale della Oscorp, ha sviluppato capacità fisiche quali: forza, agilità, riflessi e resistenza sovrumane, nonché l'immunità a veleni o tossine di qualsiasi tipo e l'invulnerabilità a alte temperature, forti impatti e perfino proiettili di grosso calibro; anche dapprima di ottenere tali poteri tuttavia, Lapide si è dimostrato perfettamente in grado di uccidere un uomo a mani nude, inoltre è un esperto nel combattimento corpo a corpo, un sicario capace di utilizzare qualsiasi arma e un eccellente tiratore che, spesso, si serve anche dei suoi denti e delle sue unghie acuminate come armi.

## Altre versioni

### Marvel Noir
Nella serie Luke Cage Noir, Lonnie Lincoln è un potente signore del crimine di Harlem affetto da albinismo.

### MAX
Il personaggio è stato trasposto nella serie Marvel MAX Cage scritta da Brian Azzarello, ispirandosi agli spaghetti western di Sergio Leone, e disegnata da Richard Corben. In tale versione è un gangster albino in guerra con la mafia italiana.

### MC2
Nel futuro alternativo di MC2, nonostante l'età avanzata Lapide è ancora in attività come sicario e, dopo essere stato pagato da Silvermane per assassinare Spider-Girl viene soffocato e ucciso dalla clone di quest'ultima.

## Altri media

### Cinema
- Tombstone appare nel film d'animazione Spider-Man - Un nuovo universo (2018).

### Televisione
- Il personaggio, chiamato in nome originale "Tombstone", compare nella serie animata Spider-Man - L'Uomo Ragno dove è un sicario al servizio esclusivo di Silvermane; in tale versione è un vecchio amico, divenuto nemico, dell'onesto Joseph "Robbie" Robertson da sempre avviato sulla "cattiva strada" e la sua pigmentazione deriva dall'essere precipitato in una vasca di sostanze chimiche durante un furto finito male divenendo una sorta di morto vivente privo di respirazione e dotato di capacità fisiche sovrumane.
- Tombstone è riapparso nella serie animata The Spectacular Spider-Man: è un potente boss del crimine da un atteggiamento freddo, spietato, temuto, violento, intelligente e calcolatore dotato di forza e riflessi sovrumani che si finge un benevolo filantropo per nascondere le sue attività di Big Man (un'unione tra Kingpin e Granduomo) nonché rivale del Dottor Octopus e Silvermane.
- Lonnie Lincoln appare anche nella terza serie animata Il vostro amichevole Spider-Man di quartiere, come compagno di scuola di Peter e capitano della squadra di football del liceo Rockford.[29] In questa versione é un normale afroamericano di Harlem. Ragazzo di giudizio e studente di talento, si ritrova ad aiutare il fratello minore, invischiato nella "Gang del 110°", prendendone il posto e rinunciando sia alla scuola che alla carriera sportiva, divenendone in breve tempo un luogotenente-guadagnandosi come nome di battaglia "Lapide"- e uomo di fiducia contro la gang degli "Scorpioni", capitanata da Mac Gargan. Durante la serie Mac Gargan ottiene dal Dott. Octavius un esoscheletro con la coda da scorpione, cosa che lo rende un pericolo letale per la gang di Lonnie e Spiderman. Nel tentativo di combattere ad armi pari, e suggeriti dal Camaleonte, i ragazzi del 110° assaltano un camion della Oscorp in cui erano state stivate le creazioni di Octavius, nel frattempo arrestato da Iron Man, causando un violento scontro tra le due bande e lo stesso Spiderman, con Lonnie che entra nel furgone Oscorp e si espone accidentalmente ad un gas sperimentale che gli dona una resistenza sovrumana, grazie alla quale aiuta Spidey a fermare Mac Gargan. Nel finale, quando riceve l'invito al nuovo collettivo di studenti dotati pensato da Harry Osborn, Nico Minoru e Peter, sembra essere diventato il nuovo capo del 110°, e la pigmentazione delle sue mani inizia a cambiare in bianco.

### Videogiochi
- Tombstone è presente nel MMORPG Marvel Heroes.
- Tombstone si trova in alcune missioni secondarie di Marvel's Spider-Man, sviluppato da Insomniac Games.
- Tombstone fa anche un'apparizione in Marvel's Spider-Man 2, in cui appare ritirato dall'ambiente criminale cercando di crearsi una nuova vita come giostraio, fino all'apparizione di Kraven Il Cacciatore che finisce per catturarlo come preda nella sua 'caccia' ai supercriminali, viene poi liberato da Spiderman ed Harry Osborn (migliore amico di Peter Parker) nelle vesti di Venom.